# Ermita del Cristo (Reveche)
La ermita del Cristo se encuentra situada en el despoblado de Reveche, en el término de Gumiel de Izán, provincia de Burgos, España, en los límites con los términos municipales de Oquillas y Villalbilla de Gumiel. 
Dos romerías se celebran alrededor de esta ermita, la que realizan en junio las localidades de Villalbilla y Oquillas, y la que realizan en septiembre los de Gumiel de Izán.
Por su proximidad y características, de hecho algunos autores así lo hacen, podría enclavarse en el denominado románico del Esgueva. Consta de una única nave con cubierta de madera y ábside semicircular, torre cuadrangular en dos cuerpos y dos construcciones adosadas, una al norte, y otra al sur que actúa como pórtico y protege la entrada. De esta construcción adosada arrancan las escaleras para subir a la torre que cuenta con tres vanos al norte, este y sur. La portada (figura 8) en arco de medio punto con arquivoltas que descansan en capiteles muy deteriorados; la decoración es floral y de bolas, pero su estado de conservación es regular.
Por encima del interés arquitectónico de esta sencilla construcción estaba sin lugar a dudas el valor de sus tesoros artísticos, algunos de ellos expoliados, que se describen en el artículo adjunto.

## Tesoros artísticos de Reveche[1]

### Tesoros artísticos de Reveche

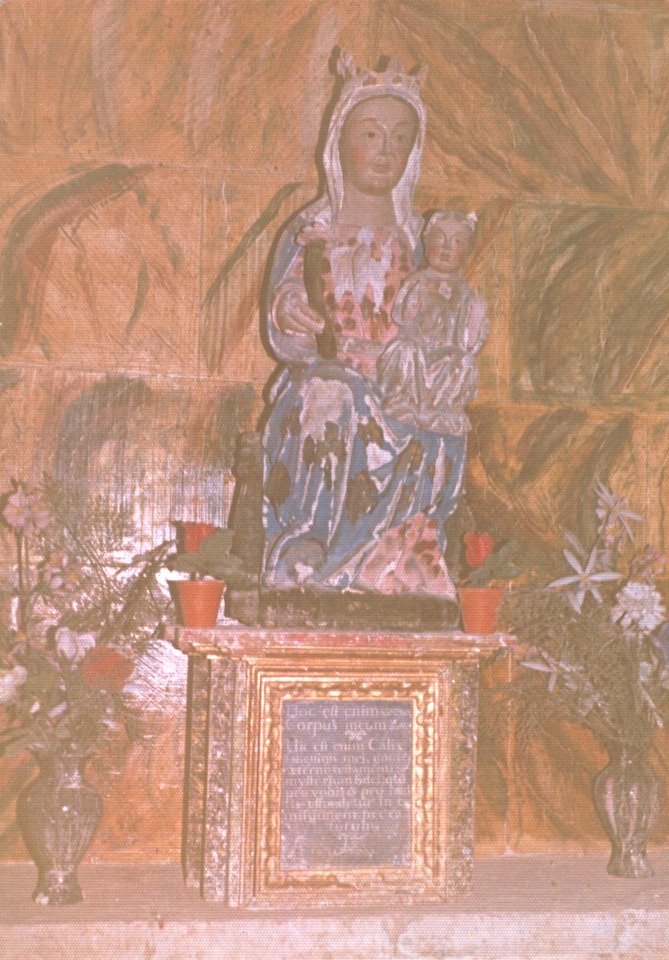
Figura 1: La Santa Rosa

El interesante estudio Imaginería medieval mariana en la Ribera hace referencia a una serie de imágenes  desaparecidas con constancia escrita de nuestra comarca. En concreto de Gumiel de Izán habla de forma imprecisa de una «Virgen del s. XIII, de la cual el Sr. Párroco, Eutimio Herrero conserva una foto; fue robada de una ermita». Sin embargo, no sólo fue robada una Virgen de «una ermita» sino dos tallas de vírgenes de la misma ermita, es decir, de la ermita de Reveche en 1977.  

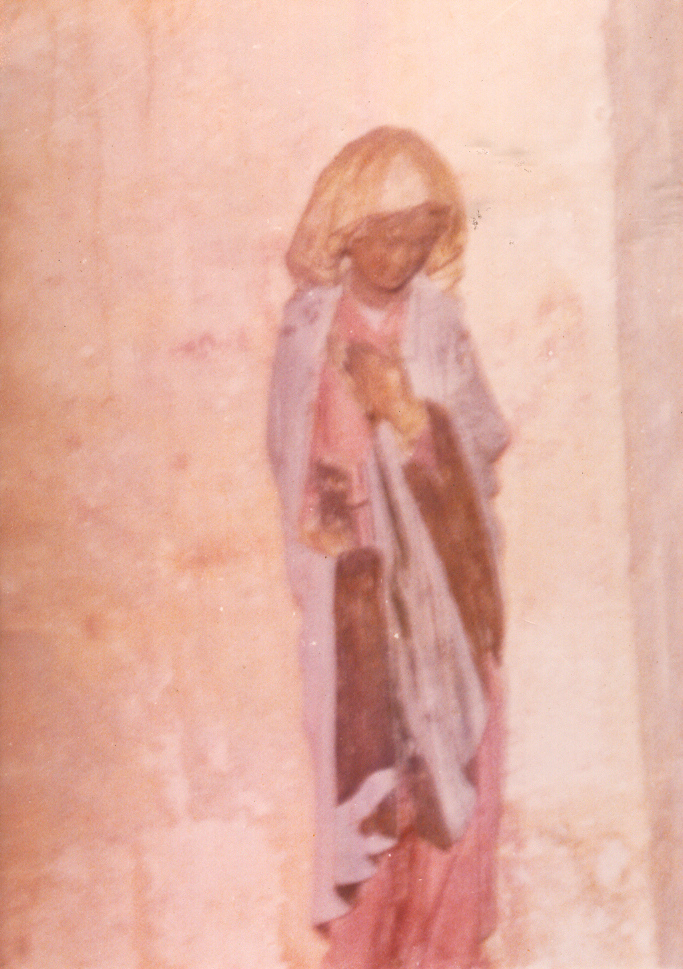
Figura 2: La Virgen María

La alusión de la foto en el citado artículo se refiere precisamente a una fotografía de una Virgen gótica sedente (figura 1) que los gomellanos la denominaban Santa Rosa por la flor o rosa colocada en su mano derecha. Descansaba en una peana, cuya cara frontal servía de sacra donde están escritas las fórmulas de la consagración del pan y el vino: 	

Hoc est enim Corpus meum.
Hic est enim Calix sanguinis mei, Novi
et Aeterni testamenti mysterium fidei qui
pro vobis et pro multis effundetur in
remissionem peccatorum.

Por otra parte, la datación de la imagen como del siglo XIII nos hace pensar que probablemente se refiera a otra escultura de estilo también gótico (figura 2), más conforme con la data y que desapareció también en 1977 de la misma ermita. Formaba parte de un calvario (figura 3) en compañía de las imágenes de S. Juan Evangelista y el Santo Cristo de Reveche. Las tallas de San Juan Evangelista y el Santo Cristo de Reveche se conservan en la actualidad en el museo gomellano. 

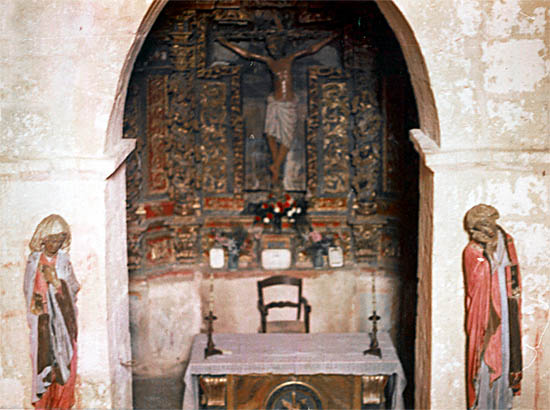
Figura 3: Santo Cristo de Reveche

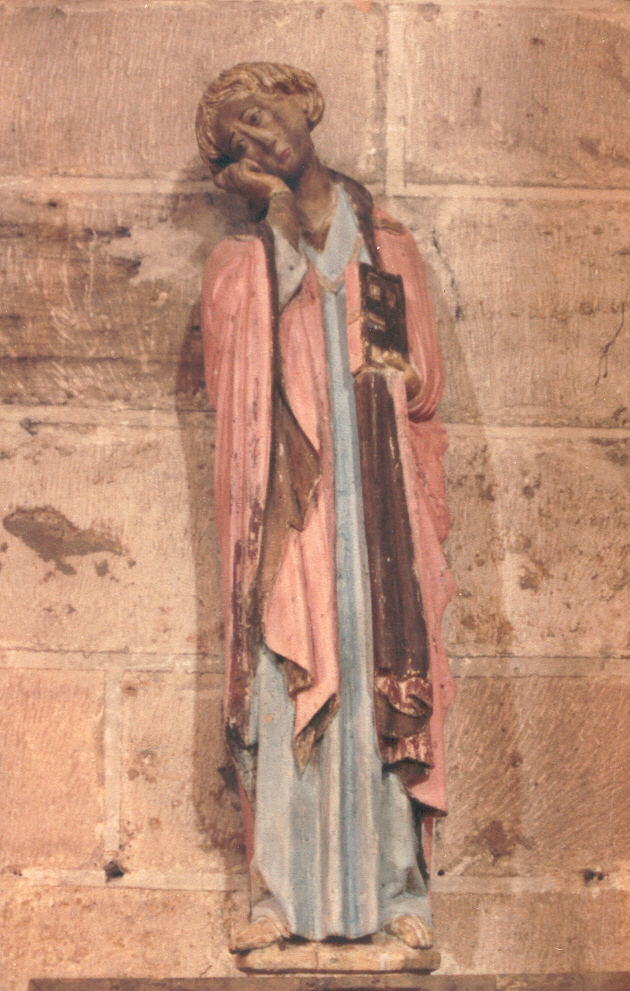
Figura 4: San Juan Evangelista

La talla de San Juan Evangelista (figura 4) está descrita por diversos autores en cuyos trabajos se reproducen ilustrativas fotografías:
1. Juan Carlos ELORZA GUINEA / Alberto BARTOLOMÉ ARRAIZA, Arte medieval burgalés y esmaltes del taller de Silos y contemporáneos. Artes Gráficas Grijelmo, Bilbao 1978 páginas 19 n.º 13 y 42 figura 6.
2. Pedro ONTORIA OQUILLAS, Notas histórico-artísticas del museo, art. cit., página 291 n.º 5 y 305 figura 16.
3. CATÁLOGO, Las Edades del Hombre. El Arte en la Iglesia de Castilla y León. Salamanca 1988 página 127 figura 64. Estudio por Lena Saladina IGLESIAS ROUCO.

Con motivo de la exposición de Las Edades del Hombre de 1988 se editó un póster (0,70 cm x 0,50 cm) con el detalle del «rostro joven de delicadas facciones y expresión afligida que apoya la mejilla sobre la mano derecha semicerrada». El Ayuntamiento de la villa de Gumiel de Izán lo ha enmarcado para exhibirlo de manera digna.

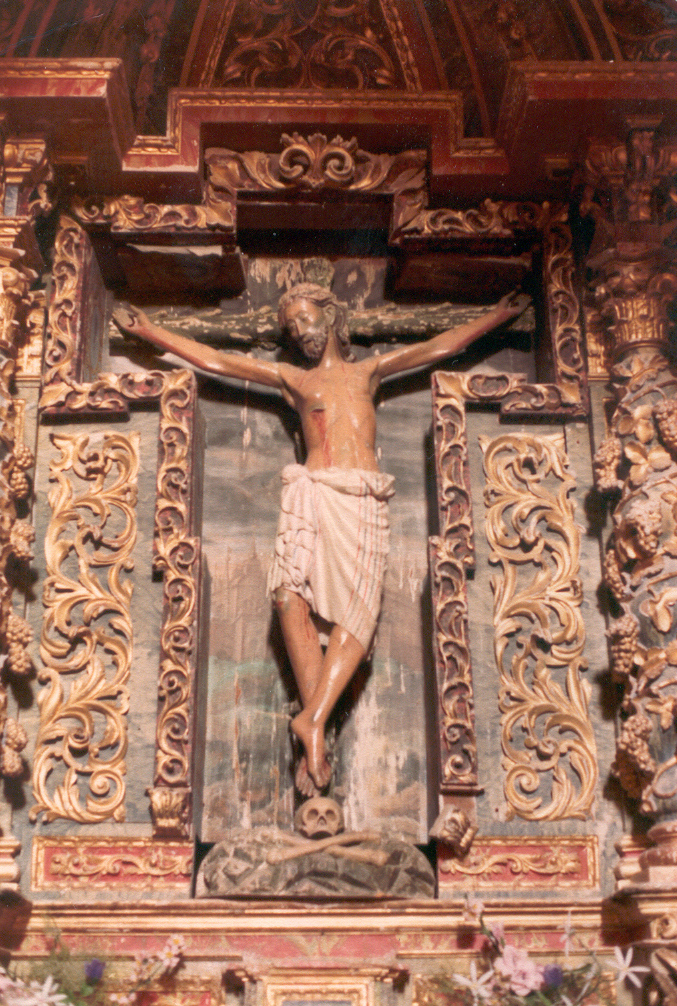
Figura 5: Santo Cristo de Reveche

El Cristo de Reveche o Santo Cristo de Reveche (figuras 5 y 6), como lo llaman los gomellanos, presidía desde el centro del ábside románico de su iglesia el misterio sagrado de la liturgia, cuya estructura del presbiterio nos evoca el rito visigótico. Infunde cierto misterio el contemplar el conjunto del altar y retablo, donde estaba inserto o encajonado el crucifijo como si fuera su tumba. Con rostro sereno, muerto, aparece con barba rizada y cabellos estriados lisos. La posición de los brazos desciende formando ángulo y la pierna izquierda apoyada sobre la derecha (característica poco común) quedando la articulación de la rodilla izquierda tapada u oculta con la faldilla lisa y muy larga. Sujeto con tres clavos a una cruz de gajos que simula estar hecha de troncos sin desbastar, alusión al Árbol de la Vida que dio motivo a la redención. 

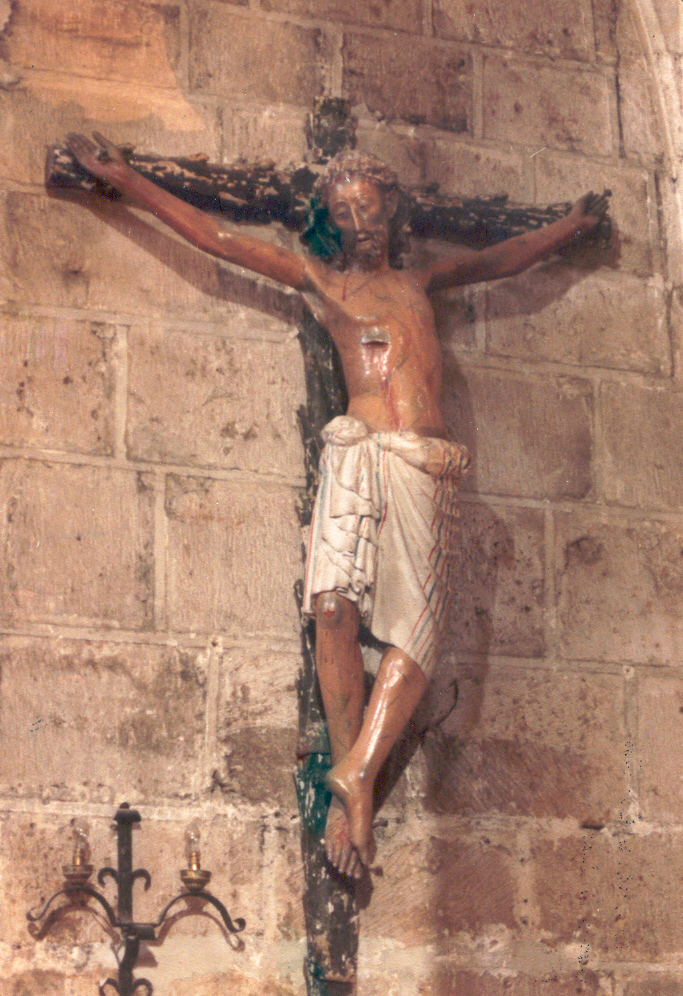
Figura 6: Santo Cristo de Reveche en el Museo Gomellano

El Santo Cristo de Reveche ha inspirado siempre gran devoción al pueblo gomellano. Tradicionalmente se celebraba una romería el 14 de septiembre; pasose, luego, durante unos veinte años, a celebrarse en el domingo siguiente a la Virgen de septiembre (8 de septiembre), y ahora el sábado siguiente. Al domingo siguiente celebra su fiesta la Cooperativa del Campo, cuyo patrono es el Santo Cristo. Como se ha dicho en la introducción, Oquillas y Villalbilla de Gumiel celebran conjuntamente su fiesta a mediados de junio, San Quirce. En otros tiempos, los gomellanos sacaban en procesión al Cristo de Reveche durante rogativas (documentación adjunta). 

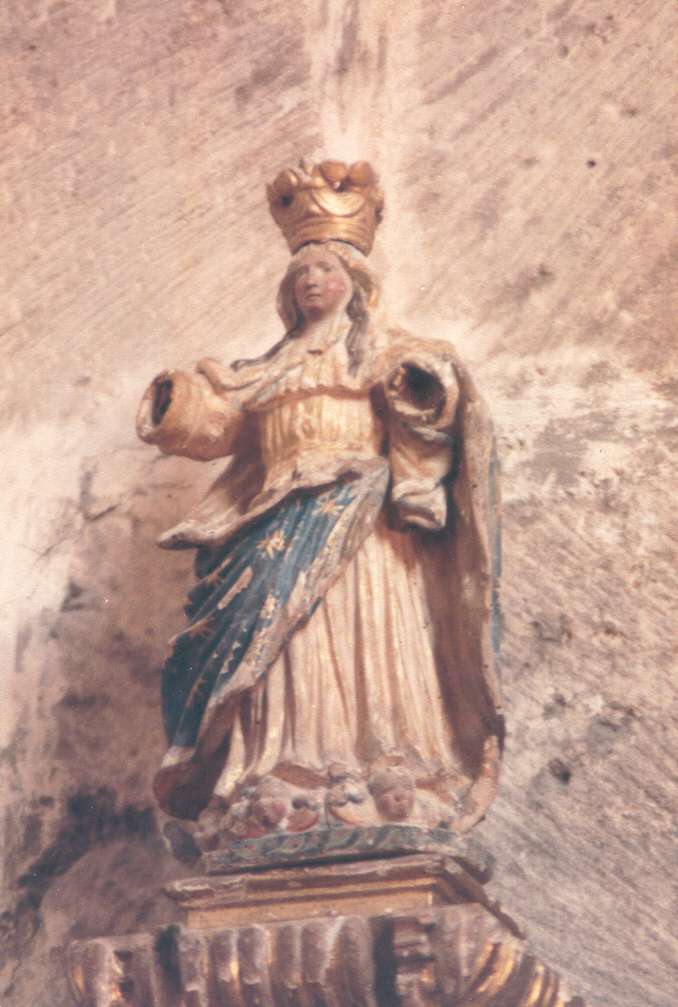
Figura 7: Stella Maris

No abundan las referencias bibliográficas sobre el Cristo de Reveche. M.ª José Martínez Martínez, en un trabajo sobre los Crucifijos góticos, hace la simple referencia de que en «el crucifijo de Rebeche el trazado de su perizonium es menos anguloso, dando mayor sensación táctil a la tela». Sin embargo, ilustra su estudio con una hermosa lámina. En el Catálogo Las Edades del Hombre. Memorias y Esplendores. Palencia, 1999, en la descripción del Cristo de las Batallas de la catedral de Palencia hace alusión al crucifijo de Gumiel de Izán (pág. 74) que, posiblemente, se refiera a este Cristo; aunque en la descripción del Calvario de Villalcázar de Sirga hace referencia expresa del Cristo de la Paciencia (pág. 54). Es en los trabajos Notas histórico-artísticas del museo de Gumiel de Izán (págs. 290-291, 305 fig. 15) y Moenia Sacra Gumielensis (págs. 33-35) donde aparecen otras fotografías y se describe la talla de manera más amplia.
En el museo gomellano se conserva la talla de una Stella maris (figura 7) procedente de la iglesia o ermita de Reveche, cuya reseña hicimos en Notas histórico-artísticas del museo de Gumiel de Izán. Tiene mutiladas las manos y su policromía está un poco perdida, resaltando su color azul intenso.
No existe descripción alguna de la iglesia o ermita de Reveche. Tampoco reseña más o menos extensa en los estudios específicos del románico de nuestra comarca . Existen simples referencias de catalogación o enumeración en obras del románico en Burgos y en algún folleto de la comarca de la Ribera . 

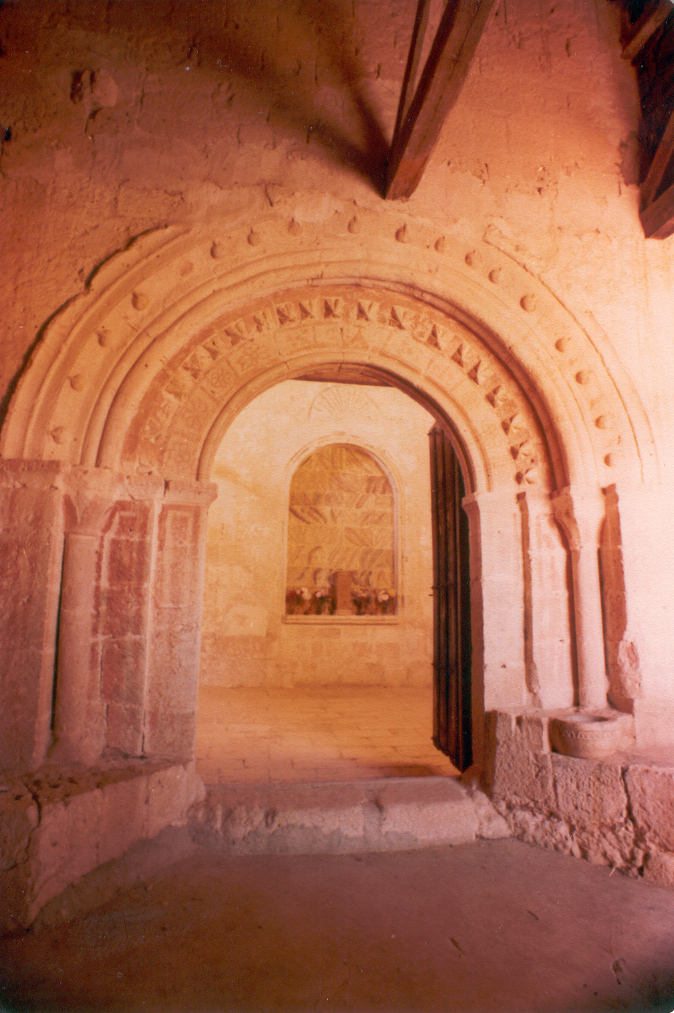
Figura 8: Portada de la ermita de Reveche

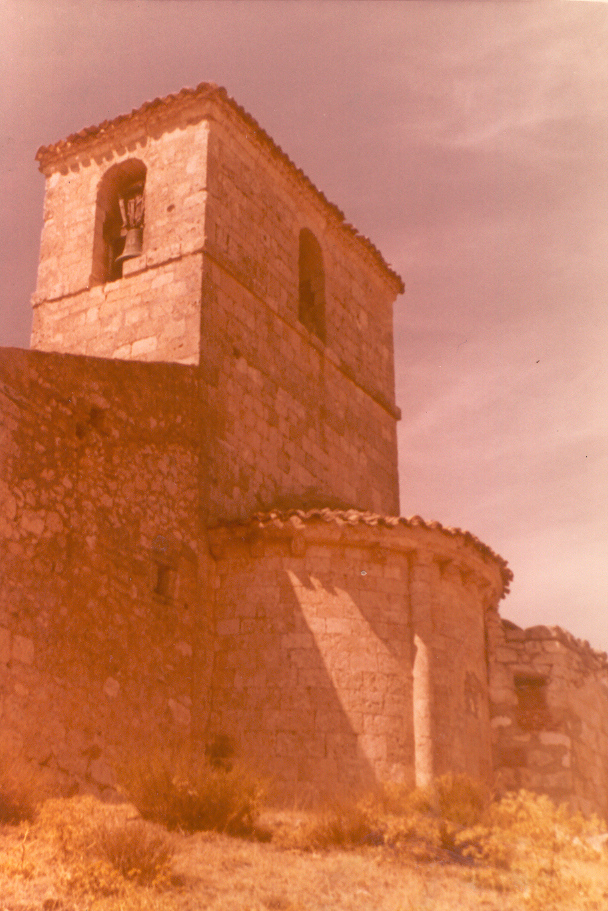
Figura 9: Ábside y torre de la ermita de Reveche

En Moenia Sacra Gumielensis, pág. 34, escribimos que arquitectónicamente pertenece al arte románico, está bien conservada pero desfigurada porque tiene a ambos lados construcciones. Se conserva muy bien la portada (figura 8) y el ábside (figura 9), existiendo también la pila bautismal (figura 10) de la misma época. Aparece en el libro la única foto publicada del templo en su conjunto y en el tríptico turístico publicado por el Ayuntamiento de Gumiel en 1999 aparece la hermosa portada. Son las dos únicas fotos que divulgan el arte arquitectónico románico del despoblado de Reveche. 

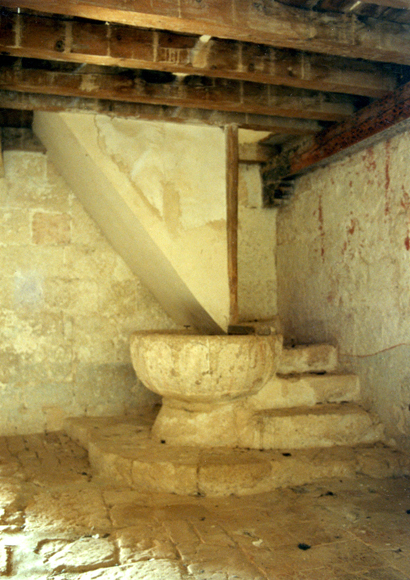
Figura 10: Pila bautismal

## Documentación de la ermita de Santo Cristo (Reveche)
AnexoːDocumentación de la ermita de Santo Cristo (Reveche)

## Sobre el próximo despoblado de San Lorenzo
En el término de Reveche estuvo enclavado el monasterio de San Lorenzo y Santa Eugenia de Gumiel, anexionado a San Pedro de Arlanza en 1042. Algún autor confunde e identifica el monasterio de San Lorenzo y Reveche. San Lorenzo es un despoblado situado en el término de Gumiel de Izán, 4500 m al norte, con notable derivación este, en lo alto de la cota llamada hoy San Lorenzo, donde se han hallado restos de un poblado. Y Reveche es un despoblado en el término de Gumiel de Izán, 3500 m al norte, en torno a la actual ermita del Santo Cristo de Reveche . Por lo tanto, del despoblado de Reveche queda la ermita mientras que de San Lorenzo existen unos restos, que podemos ver en una foto publicada en la página 29 de Moenia Sacra Gumielensis. ¿Hay que identificar estos restos con el antiguo monasterio de San Lorenzo? Con el paso del tiempo se perdió la memoria del lugar donde estuvo la fábrica del monasterio. El padre Berganza, gran conocedor de estos pagos, escribe en 1719 que «del monasterio no queda otra memoria que la que demuestra una ermita que se edificó con el título de San Lorenzo en un cerro inmediato al sitio que ocupó». Sin embargo, el comunicante de Madoz habla de restos en la cima de San Lorenzo y ya no hace mención de ermita alguna. «En este despoblado de Reveche se encuentra una altura denominada de San Lorenzo; en cuya cima se encuentran ruinas y cimientos de un edificio, que unos creen fue convento de benedictinos, y otros una casa perteneciente al monasterio de Arlanza, que poseyó hasta su extinción la propiedad de los terrenos contiguos». Parece ser que la ermita desapareció a finales del siglo XVIII. No obstante, el aserto de Berganza de la erección de una ermita se corrobora con la documentación que aportamos de unas partidas (datas) de las cuentas de la iglesia de Reveche.
En las cuentas de la iglesia de Reveche, en el legajo sign. 6201 conservado en el Archivo Municipal de Gumiel, aparecen varias partidas que se refieren a gastos hechos en la ermita de San Lorenzo. Así en la cuenta que se tomó a Sebastián Molero, mayordomo de la Iglesia de Reveche, el 18 de agosto de 1707, entre las datas consta la siguiente: «Item Cuatro reales y medio que dio a Roque Baños por mandado de dicho Sr. Juez de Comisión, por componer la puerta de San Lorenzo». En 1708, el mayordomo que debe dar cuentas es Sebastián de Pedro Juan y entre los gastos aparecen «cuarenta reales de dos cerraduras: la una para la casa del Tercio, y la otra para la ermita de San Lorenzo». Y en 1712 será el mismo Sebastián de Pedro quien dará cuenta de otra data de «tres reales de componer la cerraja de San Lorenzo, ermita de Reveche». Y en este mismo año se habla del «adereço de la hermita de Sn. Lorenço»: 

### Documentos
1. Archivo Municipal de Gumiel de Izán .Sign. 6204: Petición de llevar al Sto. Cristo de Reveche en procesión a Gumiel.
2. Archivo Municipal de Gumiel de Izán .Sign. 6203: Petición para que se haga relación de los vecinos que contribuyeron al dorado del retablo de la ermita.
3. Archivo Municipal de Gumiel de Izán .Sign. 6205

### Libros y artículos
1. Aguilar Romero, Rosalía: «Iconografía románica del Esgueva» en Biblioteca. Estudio e Investigación, núm. 8, Aranda de Duero 1993, pp. 23-24.
2. Catálogo. Las Edades del Hombre. El Arte en la Iglesia de Castilla y León. Salamanca 1988 p. 127 fig. 64. Estudio por Lena Saladina Iglesias Rouco.
3. Catálogo. Las Edades del Hombre. Memorias y Esplendores. Palencia 1999 pp. 54 y 74.
4. González Hontoria, Blas: «Santo Cristo de Reveche» en Nos Interesa, núm. 14 (15.01.1994) pp. 24-26.
5. Himno al Cristo de Reveche. Letra de J. Gómez N. y letra de B. González H en Nos Interesa núm. 6 (15.09.1992) folio adjunto.
6. Izquierdo, Pascual: Guía turísca y monumental de la Ribera del Duero. Madrid 1997 (2.ª ed.) pp. 78-79.
7. Martínez Martínez, María José: «Crucifijos góticos en la comarca de la Ribera» en Biblioteca. Estudio e Investigación, núm. 5, Aranda de Duero, 1990.
8. Martínez Martínez, María José: «Imaginería medieval mariana en la Ribera» en Biblioteca. Estudio e Investigación, núm. 6, Aranda de Duero, 1991.
9. Ontoria Oquillas, Pedro: «Notas histórico-artísticas del museo de Gumiel de Izán» en Boletín de la Institución Fernán González, núm.199 (Burgos, 1982/2) pp. 267-306.
10. Ontoria Oquillas, Pedro: Moenia Sacra Gumielensis. (Datos históricos de Gumiel de Izán). Ayuntamiento de Gumiel de Izán, 1990.
11. Ontoria Oquillas, Pedro: «Tesoros artísticos de Reveche» en Nos Interesa. Informativo de Gumiel de Izán, n.º 65 (15.07.2002) pp. 16-29.
12. Ontoria Oquillas, Pedro: «Tesoros artísticos de Reveche (II)» en Nos Interesa. Informativo de Gumiel de Izán, n.º 68 (15.01.2003) pp. 20-23.